# 第73回全国高等学校サッカー選手権大会
第73回全国高等学校サッカー選手権大会（だい73かいぜんこくこうとうがっこうサッカーせんしゅけんたいかい）は、1994年12月30日から1995年1月8日まで10日間にわたって行われた、全国高等学校サッカー選手権大会である。この回から第99回（2020年度）までの期間、12月30日に開会式が行われていた。

## 概要
- キャッチフレーズ New Hero's Birthday

### 日程
- 開会式　12月30日
- 1回戦　12月31日
- 2回戦　1月2日
- 3回戦　1月3日
- 準々決勝　1月5日
- 準決勝　　1月7日
- 決勝　1月8日

### 使用会場
- 国立霞ヶ丘競技場陸上競技場（準決勝・決勝）
- 駒沢オリンピック公園陸上競技場（2回戦～準々決勝）
- 三ツ沢公園球技場（1回戦～準々決勝）
- 千葉県総合運動場陸上競技場（1回戦～3回戦）
- 埼玉県大宮公園サッカー場（1回戦～3回戦）
- 西が丘サッカー場（1回戦～2回戦）
- 平塚競技場（1回戦～2回戦）
- 習志野市秋津サッカー場（1回戦～2回戦）
- 川越運動公園陸上競技場（1回戦～2回戦）
- 江戸川区陸上競技場（1回戦）

## 出場校
北海道・東北
- 北海道代表 室蘭大谷
- 青森県代表 三本木農
- 岩手県代表 遠野
- 宮城県代表 仙台育英
- 秋田県代表 秋田商
- 山形県代表 日大山形
- 福島県代表 郡山

関東
- 茨城県代表 水戸短大付
- 栃木県代表 作新学院
- 群馬県代表 前橋育英
- 埼玉県代表 大宮東
- 千葉県代表 市立船橋
- 東京都A代表 帝京
- 東京都B代表 東亜学園
- 神奈川県代表 向上
- 山梨県代表 帝京三

北信越・東海
- 新潟県代表 新潟工
- 富山県代表 伏木
- 石川県代表 星稜
- 福井県代表 丸岡
- 長野県代表 松商学園
- 岐阜県代表 岐阜工
- 静岡県代表 清水市商
- 愛知県代表 中京
- 三重県代表 四日市中央工

近畿
- 滋賀県代表 守山北
- 京都府代表 城陽
- 大阪府代表 北陽
- 兵庫県代表 滝川二
- 奈良県代表 奈良育英
- 和歌山県代表 初芝橋本

中国
- 鳥取県代表 米子工
- 島根県代表 大社
- 岡山県代表 作陽
- 広島県代表 沼田
- 山口県代表 多々良学園

四国
- 徳島県代表 徳島市立
- 香川県代表 香川西
- 愛媛県代表 南宇和
- 高知県代表 高知商

九州
- 福岡県代表 東福岡
- 佐賀県代表 佐賀学園
- 長崎県代表 国見
- 熊本県代表 熊本農
- 大分県代表 情報科学
- 宮崎県代表 宮崎工
- 鹿児島県代表 鹿児島実
- 沖縄県代表 那覇西

## 試合

### 1回戦
- 星稜 1 - 5 徳島市立
- 東亜学園 0 - 2 四日市中央工
- 帝京三 6 - 1 佐賀学園
- 郡山 1 - 1 城陽（PK 3 - 5）
- 秋田商 1 - 2 多々良学園
- 遠野 0 - 1 香川西
- 新潟工 0 - 1 作陽
- 市立船橋 4 - 0 熊本農

- 向上 2 - 2 南宇和（PK 5 - 6）
- 中京 3 - 0 大社
- 松商学園 1 - 1 情報科学（PK 4 - 2）
- 帝京 1 - 0 北陽
- 室蘭大谷 1 - 0 高知商
- 水戸短大付 2 - 1 初芝橋本
- 仙台育英 2 - 2 守山北（PK 3 - 4）
- 作新学院 0 - 1 滝川二

### 2回戦
- 清水市商 0 - 1 奈良育英
- 徳島市立 0 - 1 四日市中央工
- 帝京三 0 - 0 城陽（PK 5 - 4）
- 三本木農 3 - 0 米子工
- 伏木 0 - 1 宮崎工
- 多々良学園 1 - 0 香川西
- 作陽 1 - 6 市立船橋
- 丸岡 1 - 2 東福岡

- 鹿児島実 2 - 1 前橋育英
- 南宇和 2 - 1 中京
- 松商学園 1 - 1 帝京（PK 3 - 4）
- 大宮東 2 - 0 沼田
- 岐阜工 0 - 0 那覇西（PK 2 - 3）
- 室蘭大谷 2 - 0 水戸短大付
- 守山北 0 - 0 滝川二（PK 4 - 2）
- 日大山形 0 - 2 国見

### 3回戦
- 奈良育英 2 - 2 四日市中央工（PK 9 - 8）
- 帝京三 1 - 1 三本木農（PK 4 - 5）
- 宮崎工 2 - 0 多々良学園
- 市立船橋 2 - 0 東福岡

- 鹿児島実 1 - 0 南宇和
- 帝京 3 - 0 大宮東
- 那覇西 1 - 1 室蘭大谷（PK 4 - 2）
- 守山北 3 - 1 国見

### 準々決勝
- 奈良育英 1 - 0 三本木農
- 宮崎工 0 - 3 市立船橋

- 鹿児島実 0 - 0 帝京（PK 3 - 4）
- 那覇西 0 - 3 守山北

### 準決勝
- 奈良育英 0 - 3 市立船橋
- 帝京 2 - 0 守山北

### 決勝
- 市立船橋 5 - 0 帝京

## 得点王
- 森崎嘉之(市立船橋) 8得点

## 主な出場選手
- FW
  - 森崎嘉之（市立船橋→市原→水戸→横河電機）
  - 北嶋秀朗（市立船橋→柏→清水→柏→熊本）
  - 安永聡太郎（清水市商→横浜M→リェイダ→横浜M→清水→横浜M→ラシン・フェロル→横浜M→柏）
  - 小島宏美（東福岡→G大阪→札幌→大宮→大分→神戸→岐阜）
- MF
  - 式田高義（市立船橋→市原→中央学院大学→新潟）
  - 熱田眞（帝京→京都→新潟→京都）
  - 佐藤由紀彦（清水市商→清水→山形→FC東京→横浜M→清水→柏→仙台→長崎）
- DF
  - 鈴木和裕（市立船橋→市原→京都→水戸）
  - 茶野隆行（市立船橋→市原→磐田→千葉）
  - 松田直樹（前橋育英→横浜M→松本）
  - 波戸康広（滝川二→横浜F→横浜M→柏→大宮→横浜M）
- GK
  - 楢﨑正剛（奈良育英→横浜F→名古屋）